# Whitefield (Nou Hampshire)
Whitefield és una població dels Estats Units a l'estat de Nou Hampshire. Segons el cens del 2000 tenia 2.038 habitants.

## Demografia
Segons el cens del 2000, Whitefield tenia 2.038 habitants, 819 habitatges, i 547 famílies. La densitat de població era de 23 habitants per km².
Dels 819 habitatges en un 32% hi vivien nens de menys de 18 anys, en un 53,2% hi vivien parelles casades, en un 0% dones solteres, i en un 33,2% no eren unitats familiars. En el 27,1% dels habitatges hi vivien persones soles el 13,3% de les quals corresponia a persones de 65 anys o més que vivien soles. El nombre mitjà de persones vivint en cada habitatge era de 2,4 i el nombre mitjà de persones que vivien en cada família era de 2,9.
Per edats la població es repartia de la següent manera: un 24,3% tenia menys de 18 anys, un 7,5% entre 18 i 24, un 26% entre 25 i 44, un 23,7% de 45 a 60 i un 18,5% 65 anys o més.
L'edat mediana era de 40 anys. Per cada 100 dones de 18 o més anys hi havia 90,1 homes.
La renda mediana per habitatge era de 34.583$ i la renda mediana per família de 41.528$. Els homes tenien una renda mediana de 29.293$ mentre que les dones 21.378$. La renda per capita de la població era de 17.070$. Entorn del 6,1% de les famílies i el 9,8% de la població estaven per davall del llindar de pobresa.